# 曼德拉卡瀑布
曼德拉卡瀑布（Chutes Mandraka）是非洲島國馬達加斯加的瀑布，位於首都塔那那利佛附近，該座瀑布建有水力發電站，自1956年以來是水力發電的能量來源。